# Carmen Díaz
Carmen Díaz (Sevilla, 1896 - ibídem, 12 de febrero de 1979), fue una actriz teatral española.

## Biografía
Nacida en Sevilla fue una de las actrices más notables del panorama teatral en la España de las décadas de 1920 y 1930. Destacó especialmente por sus interpretaciones de varias piezas de los Hermanos Álvarez Quintero, como El genio alegre (1928) o Mariquilla Terremoto (1930). aunque también se subió al escenario con obras de Jacinto Benavente, Manuel Linares Rivas, Luis Fernández Ardavín (La hija de la Dolores, 1927), etc.
Hitos merecedores de atención fueron el estreno de La risa y el duende de Sevilla, de los Álvarez Quintero, con la que se inauguró el Teatro Lope de Vega de Sevilla en 1929, también de los Quintero o Morena Clara (1935).
Se retiró de las tablas tras el fin de la guerra civil española.
En 1949 fue nombrada catedrático honorario de la Escuela Superior de Arte Dramático de Sevilla.
Falleció en Sevilla el 12 de febrero de 1979.